# Edward FitzGerald (poeta)
Edward FitzGerald (ur. 31 marca 1809 w Bredfield, zm. 14 czerwca 1883 w Merton (Norfolk)) – angielski poeta, pisarz i tłumacz działający w epoce wiktoriańskiej.

## Życiorys
Ukończył Kolegium Trójcy Świętej w Cambridge. W czasie studiów zaprzyjaźnił się z Williamem Makepeace’em Thackerayem. Znał się także z Alfredem Tennysonem i Thomasem Carlylem.
W 1853 wydał wolny przekład sześciu sztuk hiszpańskiego dramaturga Złotego Wieku Pedra Calderóna de la Barca (Six Dramas of Calderón). W 1859 wydał pierwszą wersję Rubajatów Omara Chajjama (Rubáiyát of Omar Khayyám). W rok później publikacja przyciągnęła uwagę Dantego Gabriela Rossettiego, a potem Algernona Charlesa Swinburne’a. Odtąd stała się jednym z najpopularniejszych angielskich tomików poetyckich.